# Логарще
Логарще (словен. Logaršče) — поселення в общині Толмин, Регіон Горишка, Словенія. Висота над рівнем моря: 584,3 м.